# Битва на річці Шкловці
Би́тва на рі́чці Шкло́вці  — битва 12 серпня 1654 року на р. Шкловці поблизу Борисова, у бою зійшлися литовсько-польське військо, очолюване литовським гетьманом Янушем Радзивіллом. Військо Речі Посполитої здобуло тактичну перемогу, знищила кілька тисяч окупантів, але поранений гетьман литовський ледве не загинув, а військо Речі Посполитої продовжило відступ. У результаті руках московських окупантів опинилася частина Литви, під владу ворога перейшов Смоленськ.